# Naboa semialba
Naboa semialba là một loài bướm đêm trong họ Noctuidae.